# جون نول
جون نول (بالإنجليزية: John Knoll)‏ (و. 1962  م) هو مشرف مؤثرات بصرية، ومهندس، وعالم حاسوب أمريكي، ولد في آن آربر.

## التعليم
تعلم في جامعة كاليفورنيا الجنوبية، وكلية جامعة جنوب كاليفورنيا للفنون السينمائية ‏.

## جوائز وترشيحات
حصل على جوائز منها:
جوائز
- جائزة الأوسكار لأفضل تأثيرات بصرية، عن عمل: صندوق الرجل الميت
- جائزة زحل
- جائزة ساتالايت لأفضل تأثيرات بصرية [الإنجليزية]‏، عن عمل: انتقام السيث (2005)
- جائزة ساتالايت لأفضل تأثيرات بصرية [الإنجليزية]‏، عن عمل: انتقام السيث (2006)
- جائزة ساتالايت لأفضل تأثيرات بصرية [الإنجليزية]‏، عن عمل: صندوق الرجل الميت (2005)
- جائزة ساتالايت لأفضل تأثيرات بصرية [الإنجليزية]‏، عن عمل: صندوق الرجل الميت (2006)
- جائزة البافتا لأفضل تأثيرات بصرية خاصة [الإنجليزية]‏، عن عمل: صندوق الرجل الميت (2007)

ترشيحات
- جائزة الأوسكار لأفضل تأثيرات بصرية، عن عمل: تهديد الشبح (1999)
- جائزة الأوسكار لأفضل تأثيرات بصرية، عن عمل: تهديد الشبح (2002)
- جائزة الأوسكار لأفضل تأثيرات بصرية، عن عمل: تهديد الشبح (2003)
- جائزة الأوسكار لأفضل تأثيرات بصرية، عن عمل: تهديد الشبح (2006)
- جائزة الأوسكار لأفضل تأثيرات بصرية، عن عمل: تهديد الشبح (2007)
- جائزة الأوسكار لأفضل تأثيرات بصرية، عن عمل: هجوم المستنسخين (1999)
- جائزة الأوسكار لأفضل تأثيرات بصرية، عن عمل: هجوم المستنسخين (2002)
- جائزة الأوسكار لأفضل تأثيرات بصرية، عن عمل: هجوم المستنسخين (2003)
- جائزة الأوسكار لأفضل تأثيرات بصرية، عن عمل: هجوم المستنسخين (2006)
- جائزة الأوسكار لأفضل تأثيرات بصرية، عن عمل: هجوم المستنسخين (2007)
- جائزة الأوسكار لأفضل تأثيرات بصرية، عن عمل: قصة من حرب النجوم (1999)
- جائزة الأوسكار لأفضل تأثيرات بصرية، عن عمل: قصة من حرب النجوم (2002)
- جائزة الأوسكار لأفضل تأثيرات بصرية، عن عمل: قصة من حرب النجوم (2003)
- جائزة الأوسكار لأفضل تأثيرات بصرية، عن عمل: قصة من حرب النجوم (2006)
- جائزة الأوسكار لأفضل تأثيرات بصرية، عن عمل: قصة من حرب النجوم (2007)
- جائزة الأوسكار لأفضل تأثيرات بصرية، عن عمل: صندوق الرجل الميت (1999)
- جائزة الأوسكار لأفضل تأثيرات بصرية، عن عمل: صندوق الرجل الميت (2002)
- جائزة الأوسكار لأفضل تأثيرات بصرية، عن عمل: صندوق الرجل الميت (2003)
- جائزة الأوسكار لأفضل تأثيرات بصرية، عن عمل: صندوق الرجل الميت (2006)
- جائزة الأوسكار لأفضل تأثيرات بصرية، عن عمل: صندوق الرجل الميت (2007)
- جائزة الأوسكار لأفضل تأثيرات بصرية، عن عمل: في نهاية العالم (1999)
- جائزة الأوسكار لأفضل تأثيرات بصرية، عن عمل: في نهاية العالم (2002)
- جائزة الأوسكار لأفضل تأثيرات بصرية، عن عمل: في نهاية العالم (2003)
- جائزة الأوسكار لأفضل تأثيرات بصرية، عن عمل: في نهاية العالم (2006)
- جائزة الأوسكار لأفضل تأثيرات بصرية، عن عمل: في نهاية العالم (2007)
- جائزة الأوسكار لأفضل تأثيرات بصرية، عن عمل: لعنة اللؤلؤة السوداء (1999)
- جائزة الأوسكار لأفضل تأثيرات بصرية، عن عمل: لعنة اللؤلؤة السوداء (2002)
- جائزة الأوسكار لأفضل تأثيرات بصرية، عن عمل: لعنة اللؤلؤة السوداء (2003)
- جائزة الأوسكار لأفضل تأثيرات بصرية، عن عمل: لعنة اللؤلؤة السوداء (2006)
- جائزة الأوسكار لأفضل تأثيرات بصرية، عن عمل: لعنة اللؤلؤة السوداء (2007)
- جائزة ساتالايت لأفضل تأثيرات بصرية [الإنجليزية]‏، عن عمل: تهديد الشبح (1997)
- جائزة ساتالايت لأفضل تأثيرات بصرية [الإنجليزية]‏، عن عمل: تهديد الشبح (2000)
- جائزة ساتالايت لأفضل تأثيرات بصرية [الإنجليزية]‏، عن عمل: تهديد الشبح (2004)
- جائزة ساتالايت لأفضل تأثيرات بصرية [الإنجليزية]‏، عن عمل: تهديد الشبح (2005)
- جائزة ساتالايت لأفضل تأثيرات بصرية [الإنجليزية]‏، عن عمل: تهديد الشبح (2006)
- جائزة ساتالايت لأفضل تأثيرات بصرية [الإنجليزية]‏، عن عمل: انتقام السيث (1997)
- جائزة ساتالايت لأفضل تأثيرات بصرية [الإنجليزية]‏، عن عمل: انتقام السيث (2000)
- جائزة ساتالايت لأفضل تأثيرات بصرية [الإنجليزية]‏، عن عمل: انتقام السيث (2004)
- جائزة ساتالايت لأفضل تأثيرات بصرية [الإنجليزية]‏، عن عمل: ستار تريك (1997)
- جائزة ساتالايت لأفضل تأثيرات بصرية [الإنجليزية]‏، عن عمل: ستار تريك (2000)
- جائزة ساتالايت لأفضل تأثيرات بصرية [الإنجليزية]‏، عن عمل: ستار تريك (2004)
- جائزة ساتالايت لأفضل تأثيرات بصرية [الإنجليزية]‏، عن عمل: ستار تريك (2005)
- جائزة ساتالايت لأفضل تأثيرات بصرية [الإنجليزية]‏، عن عمل: ستار تريك (2006)
- جائزة ساتالايت لأفضل تأثيرات بصرية [الإنجليزية]‏، عن عمل: صندوق الرجل الميت (1997)
- جائزة ساتالايت لأفضل تأثيرات بصرية [الإنجليزية]‏، عن عمل: صندوق الرجل الميت (2000)
- جائزة ساتالايت لأفضل تأثيرات بصرية [الإنجليزية]‏، عن عمل: صندوق الرجل الميت (2004)
- جائزة ساتالايت لأفضل تأثيرات بصرية [الإنجليزية]‏، عن عمل: لعنة اللؤلؤة السوداء (1997)
- جائزة ساتالايت لأفضل تأثيرات بصرية [الإنجليزية]‏، عن عمل: لعنة اللؤلؤة السوداء (2000)
- جائزة ساتالايت لأفضل تأثيرات بصرية [الإنجليزية]‏، عن عمل: لعنة اللؤلؤة السوداء (2004)
- جائزة ساتالايت لأفضل تأثيرات بصرية [الإنجليزية]‏، عن عمل: لعنة اللؤلؤة السوداء (2005)
- جائزة ساتالايت لأفضل تأثيرات بصرية [الإنجليزية]‏، عن عمل: لعنة اللؤلؤة السوداء (2006)
- جائزة البافتا لأفضل تأثيرات بصرية خاصة [الإنجليزية]‏، عن عمل: حافة الهادي (2000)
- جائزة البافتا لأفضل تأثيرات بصرية خاصة [الإنجليزية]‏، عن عمل: حافة الهادي (2004)
- جائزة البافتا لأفضل تأثيرات بصرية خاصة [الإنجليزية]‏، عن عمل: حافة الهادي (2007)
- جائزة البافتا لأفضل تأثيرات بصرية خاصة [الإنجليزية]‏، عن عمل: حافة الهادي (2008)
- جائزة البافتا لأفضل تأثيرات بصرية خاصة [الإنجليزية]‏، عن عمل: حافة الهادي (2014)
- جائزة البافتا لأفضل تأثيرات بصرية خاصة [الإنجليزية]‏، عن عمل: تهديد الشبح (2000)
- جائزة البافتا لأفضل تأثيرات بصرية خاصة [الإنجليزية]‏، عن عمل: تهديد الشبح (2004)
- جائزة البافتا لأفضل تأثيرات بصرية خاصة [الإنجليزية]‏، عن عمل: تهديد الشبح (2007)
- جائزة البافتا لأفضل تأثيرات بصرية خاصة [الإنجليزية]‏، عن عمل: تهديد الشبح (2008)
- جائزة البافتا لأفضل تأثيرات بصرية خاصة [الإنجليزية]‏، عن عمل: تهديد الشبح (2014)
- جائزة البافتا لأفضل تأثيرات بصرية خاصة [الإنجليزية]‏، عن عمل: صندوق الرجل الميت (2000)
- جائزة البافتا لأفضل تأثيرات بصرية خاصة [الإنجليزية]‏، عن عمل: صندوق الرجل الميت (2004)
- جائزة البافتا لأفضل تأثيرات بصرية خاصة [الإنجليزية]‏، عن عمل: صندوق الرجل الميت (2008)
- جائزة البافتا لأفضل تأثيرات بصرية خاصة [الإنجليزية]‏، عن عمل: صندوق الرجل الميت (2014)
- جائزة البافتا لأفضل تأثيرات بصرية خاصة [الإنجليزية]‏، عن عمل: في نهاية العالم (2000)
- جائزة البافتا لأفضل تأثيرات بصرية خاصة [الإنجليزية]‏، عن عمل: في نهاية العالم (2004)
- جائزة البافتا لأفضل تأثيرات بصرية خاصة [الإنجليزية]‏، عن عمل: في نهاية العالم (2007)
- جائزة البافتا لأفضل تأثيرات بصرية خاصة [الإنجليزية]‏، عن عمل: في نهاية العالم (2008)
- جائزة البافتا لأفضل تأثيرات بصرية خاصة [الإنجليزية]‏، عن عمل: في نهاية العالم (2014)
- جائزة البافتا لأفضل تأثيرات بصرية خاصة [الإنجليزية]‏، عن عمل: لعنة اللؤلؤة السوداء (2000)
- جائزة البافتا لأفضل تأثيرات بصرية خاصة [الإنجليزية]‏، عن عمل: لعنة اللؤلؤة السوداء (2004)
- جائزة البافتا لأفضل تأثيرات بصرية خاصة [الإنجليزية]‏، عن عمل: لعنة اللؤلؤة السوداء (2007)
- جائزة البافتا لأفضل تأثيرات بصرية خاصة [الإنجليزية]‏، عن عمل: لعنة اللؤلؤة السوداء (2008)
- جائزة البافتا لأفضل تأثيرات بصرية خاصة [الإنجليزية]‏، عن عمل: لعنة اللؤلؤة السوداء (2014)
- جائزة زحل لأفضل مؤثرات خاصة [الإنجليزية]‏، عن عمل: أول اتصال (1996)

ترشح لـ:
- جائزة البافتا لأفضل تأثيرات بصرية خاصة  [لغات أخرى]‏، عن عمل: حافة الهادي (2014)
- جائزة البافتا لأفضل تأثيرات بصرية خاصة  [لغات أخرى]‏، عن عمل: قراصنة الكاريبي: في نهاية العالم (2008)
- جائزة البافتا لأفضل تأثيرات بصرية خاصة  [لغات أخرى]‏، عن عمل: قراصنة الكاريبي: صندوق الرجل الميت (2007)
- جائزة الأوسكار لأفضل تأثيرات بصرية، عن عمل: قراصنة الكاريبي: في نهاية العالم (2007)
- جائزة الأوسكار لأفضل تأثيرات بصرية، عن عمل: قراصنة الكاريبي: صندوق الرجل الميت (2006)
- جائزة ساتالايت لأفضل تأثيرات بصرية  [لغات أخرى]‏، عن عمل: قراصنة الكاريبي: صندوق الرجل الميت (2006)
- جائزة ساتالايت لأفضل تأثيرات بصرية  [لغات أخرى]‏، عن عمل: حرب النجوم الجزء الثالث: انتقام السيث (2005)
- جائزة ساتالايت لأفضل تأثيرات بصرية  [لغات أخرى]‏، عن عمل: قراصنة الكاريبي: لعنة اللؤلؤة السوداء (2004)
- جائزة البافتا لأفضل تأثيرات بصرية خاصة  [لغات أخرى]‏، عن عمل: قراصنة الكاريبي: لعنة اللؤلؤة السوداء (2004)
- جائزة الأوسكار لأفضل تأثيرات بصرية، عن عمل: قراصنة الكاريبي: لعنة اللؤلؤة السوداء (2003)
- جائزة الأوسكار لأفضل تأثيرات بصرية، عن عمل: حرب النجوم الجزء الثاني: هجوم المستنسخين (2002)
- جائزة ساتالايت لأفضل تأثيرات بصرية  [لغات أخرى]‏، عن عمل: حرب النجوم الجزء الأول: تهديد الشبح (2000)
- جائزة البافتا لأفضل تأثيرات بصرية خاصة  [لغات أخرى]‏، عن عمل: حرب النجوم الجزء الأول: تهديد الشبح (2000)
- جائزة الأوسكار لأفضل تأثيرات بصرية، عن عمل: حرب النجوم الجزء الأول: تهديد الشبح (1999)
- جائزة ساتالايت لأفضل تأثيرات بصرية  [لغات أخرى]‏، عن عمل: ستار تريك (1997)
- جائزة زحل لأفضل مؤثرات خاصة  [لغات أخرى]‏، عن عمل: ستار تريك: أول اتصال (1996)
- جائزة الأوسكار لأفضل تأثيرات بصرية، عن عمل: روج ون: قصة من حرب النجوم.

## وصلات خارجية
- جون نول على موقع IMDb (الإنجليزية)
- جون نول على موقع قاعدة بيانات الفيلم (الإنجليزية)
- جون نول في قاعدة بيانات الأفلام على الإنترنت